# ファルネーゼのアトラス
- ファルネーゼのアトラス[1]
- ファルネーゼ・アトラス[2]
- アトランテ・ファルネーゼ[2]

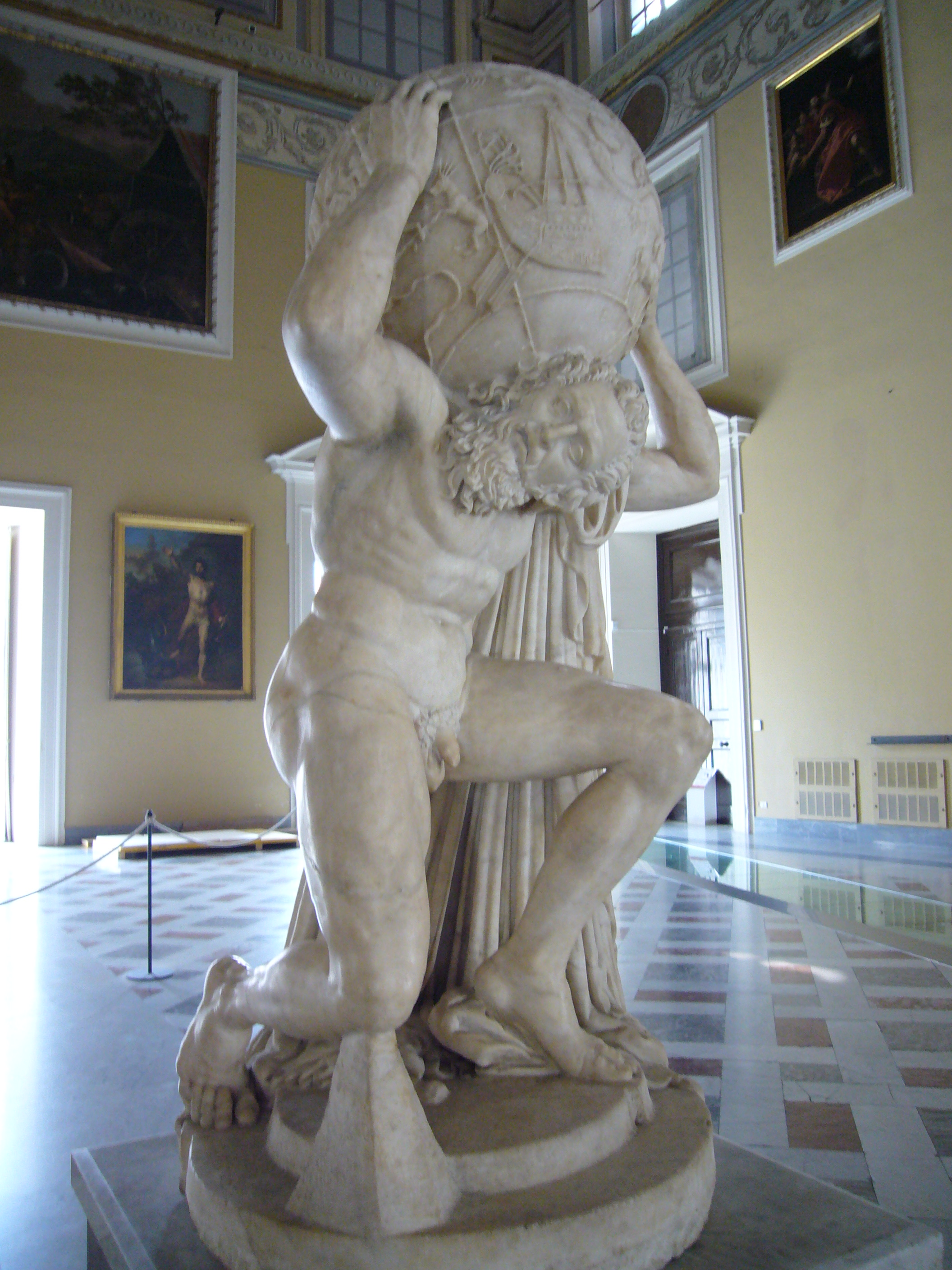
ファルネーゼのアトラス（ナポリ国立考古学博物館）

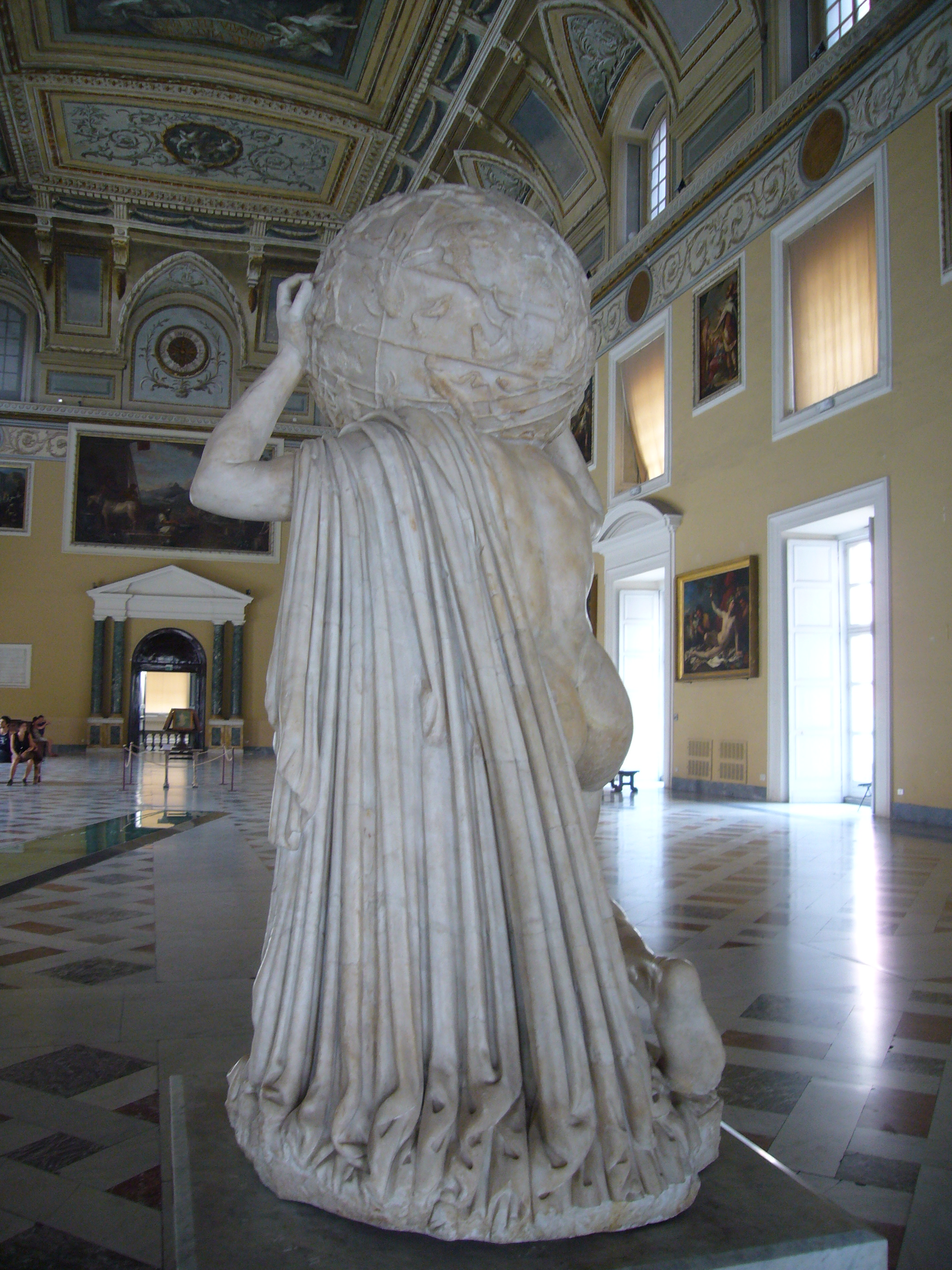
背面

『ファルネーゼのアトラス』（伊: Atlante Farnese）は150年ごろ（古代ローマ時代）に作られた石像。イタリアのナポリ国立考古学博物館蔵。世界的な文化遺産として知られる。
ファルネーゼ家がルネサンス期に収集した「ファルネーゼ・コレクション」の一つ。ギリシャ神話の巨神アトラスを描写した大理石彫刻。

## 解説
150年ごろ（アントニヌス朝時代）製作。作者不明。ギリシャ彫刻のローマン・コピー。複製は存在せず、世界に一つしかない。
高さ2メートル、重さ2トン。大理石製。マントをまとい、膝を曲げ体を屈めながら、両手で天球を支えるアトラスを描写している。
アトラスが支える天球には、プトレマイオスの天文学理論にもとづく星座・黄道十二宮・子午線などの浮彫が施されている。この天球は、16世紀オランダで作られた「天球儀」のモデルにもなった。
1562年、アレッサンドロ・ファルネーゼが入手し、『美しい尻のヴィーナス』『ファルネーゼのヘラクレス』などと並ぶ「ファルネーゼ・コレクション」の一つとなった。ローマのファルネーゼ宮殿の「アトラスの間」に設置された後、1786年ブルボン家の支配下でナポリに移動。ナポリ国立考古学博物館が現在所蔵している。

## 日本との関わり
2025年の大阪・関西万博で、イタリアパビリオンの主要展示品として空輸された。日本含むアジア初展示であり、万博の見どころの一つとして、複数メディアで報道され、SNSでも話題となった。
他のパビリオンがAIや映像美を強調する中、イタリアは本作や絵画など「実物」を展示することにこだわった。